# Липянка (река)
Липянка, Люпянка — река в России, протекает в Яранском районе Кировской области. Устье реки находится в 107 км по левому берегу реки Ярань. Длина реки составляет 19 км.
Исток реки находится на Вятском Увале в лесном массиве в урочище Кукары в 11 км к юго-западу от села Шкаланка (центра Шкаланского сельского поселения) и в 24 км к юго-западу от Яранска. Течёт по ненаселённому лесу на северо-восток, впадает в Ярань выше деревни Воротилиха.

## Данные водного реестра
По данным государственного водного реестра России, относится к Камскому бассейновому округу, водохозяйственный участок реки — Вятка от города Котельнич до водомерного поста посёлка городского типа Аркуль, речной подбассейн реки — Вятка. Речной бассейн реки — Кама.
Код объекта в государственном водном реестре — 10010300412111100036962.